# Anholt (Duitsland)
Anholt is een (voormalige zelfstandige) stad in Duitsland, dicht bij de Nederlandse grens, nabij Gendringen. Het maakt deel uit van de gemeente Isselburg.

## Economie
Direct ten westen van Anholt staat sinds 1961 een fabriek van Trox GmbH, een intussen wereldwijd opererend concern, dat ventilatie-, airconditioning- en luchtbehandelingssystemen produceert en verhandelt. Een filiaal van dit bedrijf staat te Spijk, direct aan de andere kant van de Nederlandse grens.

## Geschiedenis
In 1169 was voor het eerst sprake van een Heer van Anholt, die vermeld staat in het leenboek van de bisschop van Utrecht. Deze eerste aanwijsbare Heer van Anholt was Stefanus I van Zuylen (1234 - 1249). Anholt ontwikkelde zich tot de Heerlijkheid Anholt en wist een rijksonmiddellijke status te verwerven. Op 25 mei 1347 verleent Stefanus IV van Zuylen (1313 - 1347) stadsrechten aan het gebied van stad en kasteel Anholt.
De Heren van Anholt waren van 1234 tot en met 1402 de graven van Zuylen, van 1402 tot en met 1641 de graven van Bronkhorst-Batenburg, en sinds 1641 de vorsten van Salm (1743 van Salm-Salm). De Stad Anholt werd omgebouwd tot vestingstad. Drie waltorens, een stadsmuur, grachten, en stadswallen boden veiligheid aan de stad in onrustige tijden. Van de historische bebouwing is sinds de laatste dagen van de Tweede Wereldoorlog niet veel overgebleven.

## Bezienswaardigheden
- Anholt is vooral bekend door Kasteel Anholt. De heren van Anholt regeerden ook in delen van Nederland, zoals van Dinxperlo, Aalten en Bredevoort. De huidige kasteelbewoners, de vorsten van Salm-Salm, hebben in 2020 nog gronden in het plaatsje Breedenbroek. Het kasteel herbergt een museum en een hotel.
- De Ratskeller is het oude raadhuis van de stad Anholt. De bovenverdieping is anno 2009 nog in gebruik ten behoeve van het stadsbestuur van Isselburg. De benedenverdieping wordt gebruikt als horecagelegenheid.[1] Het gebouw dateert uit 1567 en is als een van de weinige historische gebouwen van het oude stadscentrum gespaard gebleven in de Tweede Wereldoorlog.
- De neoromaanse Pancratiuskerk dateert uit de tweede helft van de 19e eeuw. De beide torens van de kerk zijn vlak voor het einde van de Tweede Wereldoorlog door de Duitse Wehrmacht vernietigd.
- De Anholter Windmolen is gebouwd in 1747.
- In de nabijheid van Anholt ligt op de Duits-Nederlandse grens het uit de 14e eeuw daterende Huis Hardenberg.

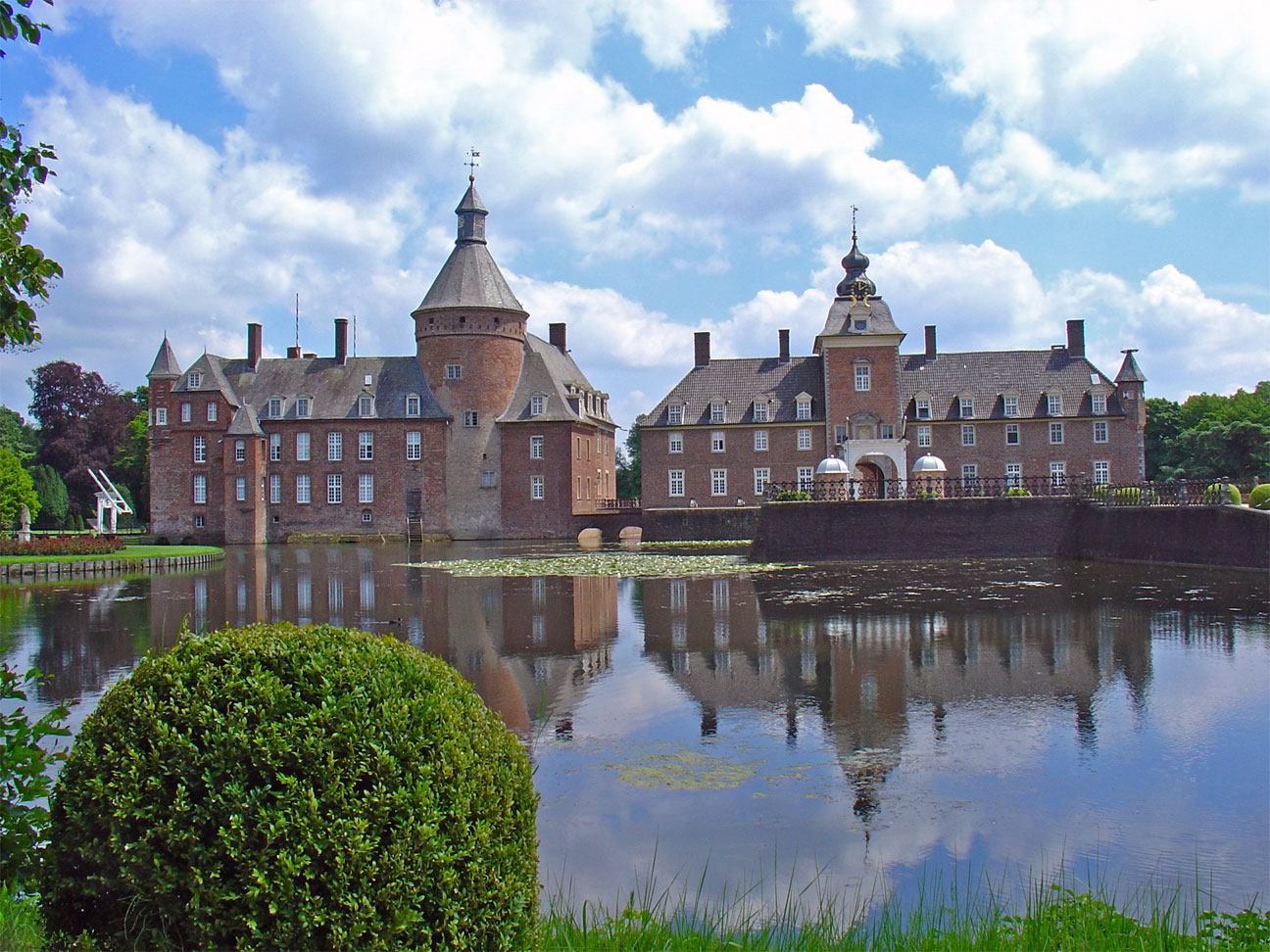
Waterburcht Anholt
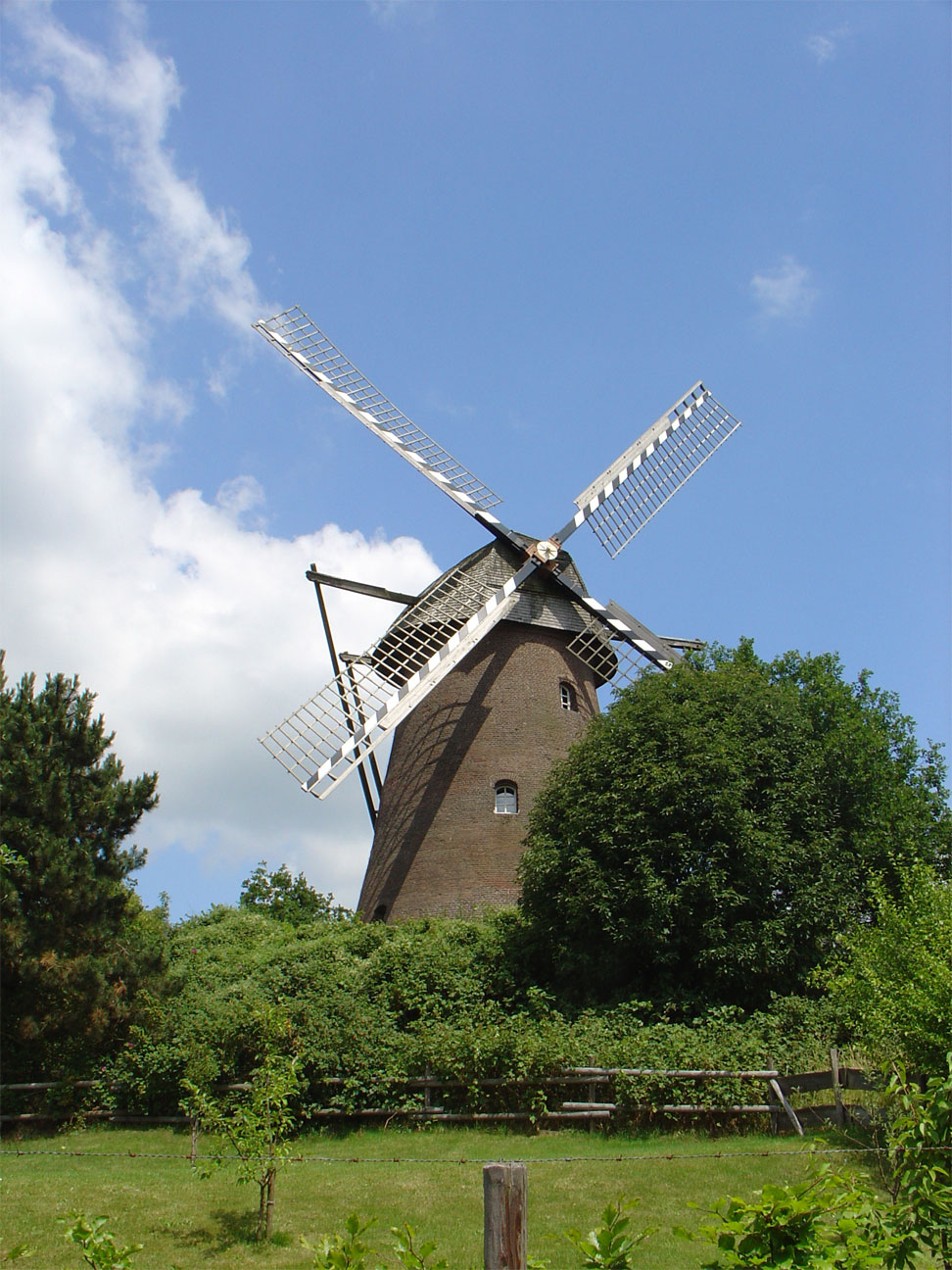
Anholter Windmolen
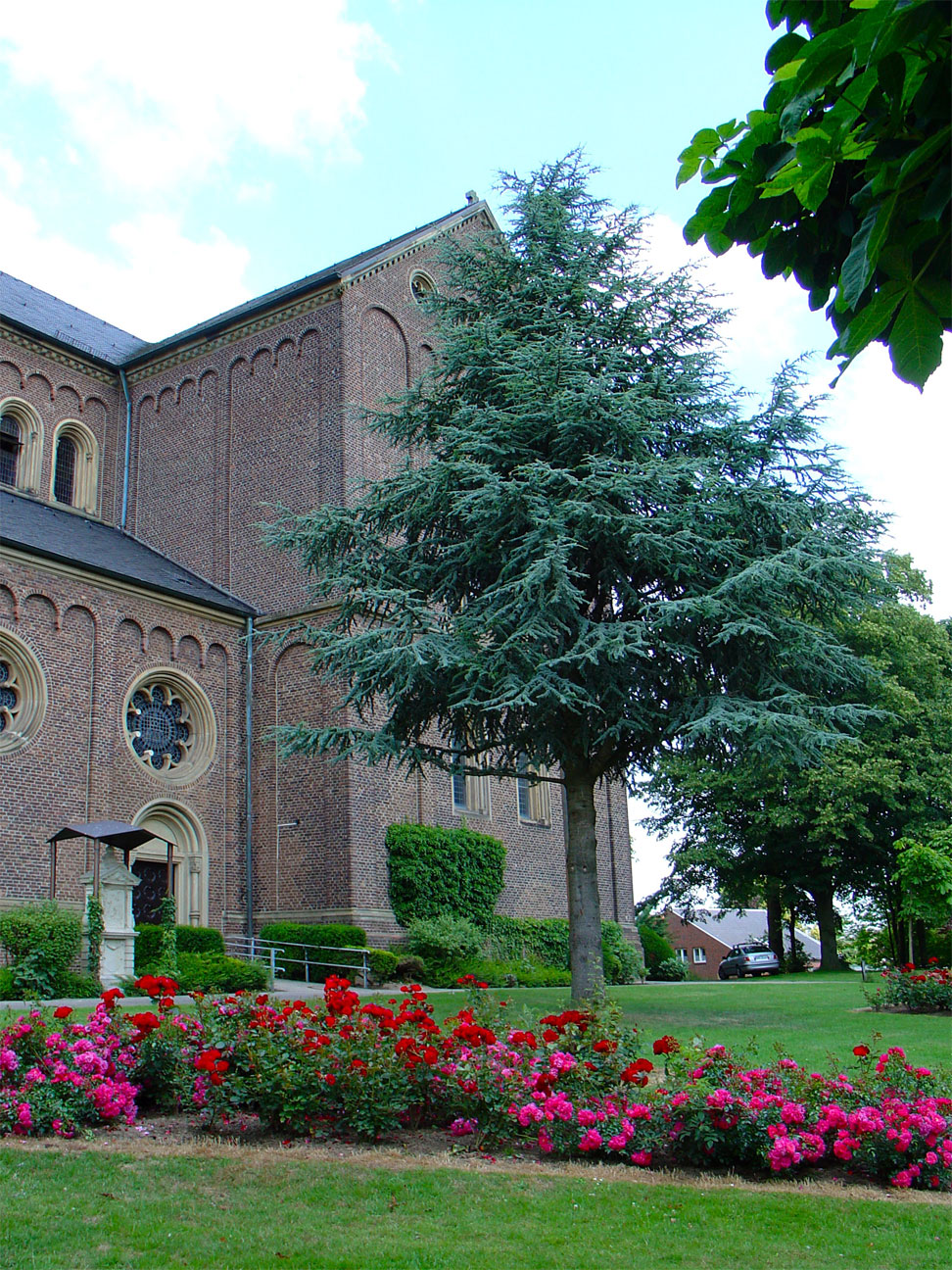
Pancratiuskerk
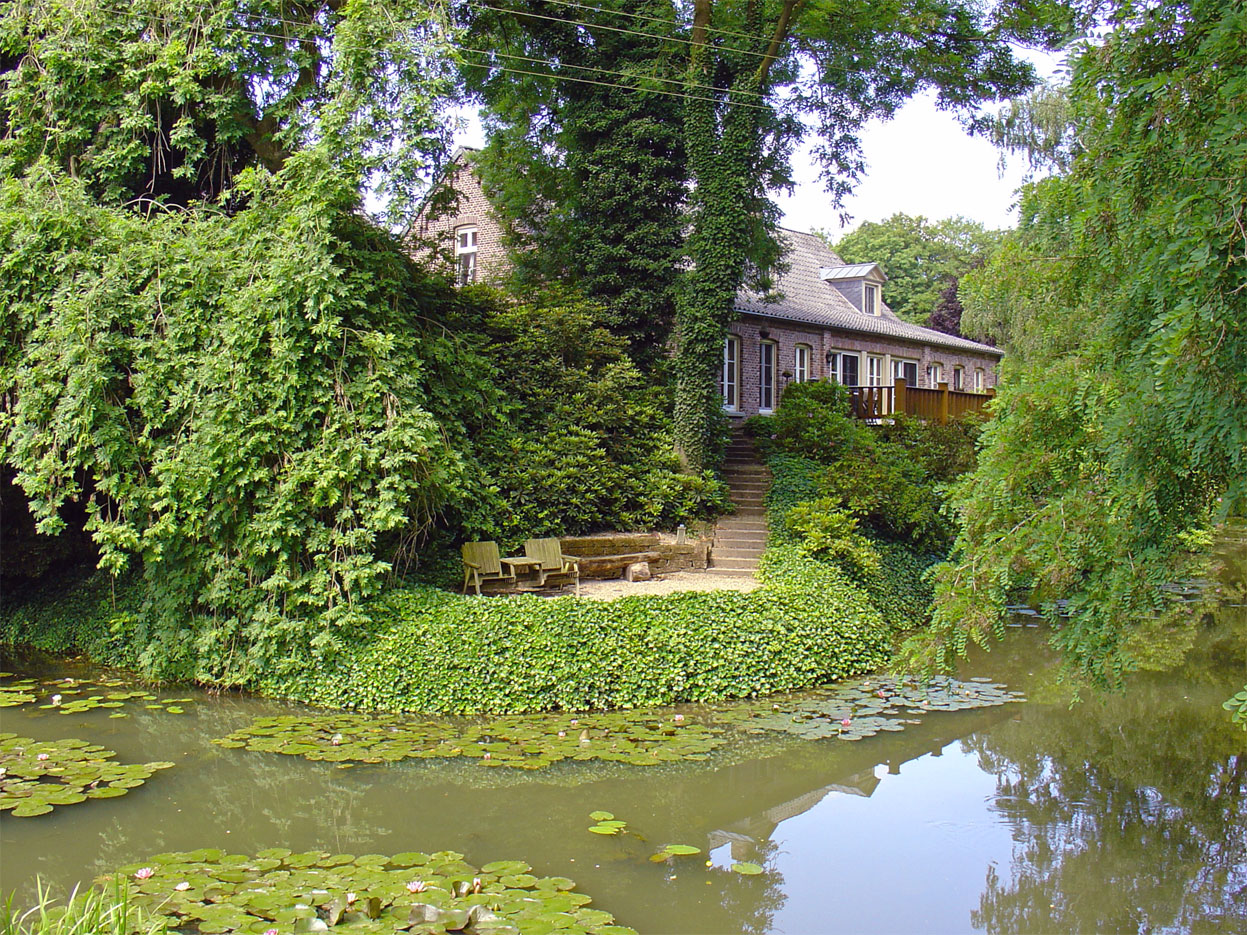
Huis Hardenberg

## Geboren in Anholt
- Carl Philipp zu Salm-Salm (1933-2024), edelman